# Kermia tessellata
Kermia tessellata é uma espécie de gastrópode do gênero Kermia, pertencente a família Raphitomidae.